# Llista de museus de Sabadell
La següent llista de museus de Sabadell tracta sobre els diferents museus que hi ha a la ciutat de Sabadell, al Vallès Occidental.

## Museus
| Museu                                             | Ubicació                          | Fundació | Àmbit                                      | Xarxa                                                                              | Coordenades                                                  | Imatge                                            |
| ------------------------------------------------- | --------------------------------- | -------- | ------------------------------------------ | ---------------------------------------------------------------------------------- | ------------------------------------------------------------ | ------------------------------------------------- |
| Institut Català de Paleontologia Miquel Crusafont | Carrer de l'Escola industrial, 23 | 1969     | Paleontologia                              | Xarxa de centres del Programa CERCA                                                | 41° 32′ 50.45″ N, 2° 06′ 22.51″ E / 41.5473472°N,2.1062528°E | Institut Català de Paleontologia Miquel Crusafont |
| Museu d'Art de Sabadell                           | Carrer del Doctor Puig, 16        | 1981     | Art                                        | Xarxa de Museus Locals de la Diputació de Barcelona                                | 41° 32′ 57.12″ N, 2° 06′ 33.52″ E / 41.5492000°N,2.1093111°E | Museu d'Art de Sabadell                           |
| Museu d'Eines del Camp                            | Carrer de Prada, s/n              |          | Vida rural                                 |                                                                                    | 41° 34′ 44.24″ N, 2° 5′ 2.21″ E / 41.5789556°N,2.0839472°E   | Museu d'Eines del Camp                            |
| Museu del Gas                                     | Plaça del Gas                     | 2011     | Indústria del gas i l'electricitat         |                                                                                    | 41° 32′ 44.96″ N, 2° 6′ 24.36″ E / 41.5458222°N,2.1067667°E  | Museu del Gas                                     |
| Museu d'Història de Sabadell                      | Carrer de Sant Antoni, 13         | 1931     | Història, arqueologia i etnologia          | Xarxa de Museus Locals de la Diputació de Barcelona                                | 41° 32′ 53.36″ N, 2° 6′ 27.77″ E / 41.5481556°N,2.1077139°E  | Museu d'Història de Sabadell                      |
| Observatori Astronòmic de Sabadell                | Carrer Prat de la Riba, s/n       | 1993     | Astronomia                                 |                                                                                    | 41° 33′ 0.40″ N, 2° 5′ 25.21″ E / 41.5501111°N,2.0903361°E   | Observatori Astronòmic de Sabadell                |
| Vapor Buxeda Vell                                 | Carrer de Cervantes, 68           |          | Vapor tèxtil                               | Museu d'Història de Sabadell (Xarxa de Museus Locals de la Diputació de Barcelona) | 41° 32′ 30.19″ N, 2° 6′ 32.59″ E / 41.5417194°N,2.1090528°E  | Vapor Buxeda Vell                                 |
| Vapor Pissit                                      | Carrer d'Alemanya, 4B             |          | Història de la indústria tèxtil a Sabadell |                                                                                    | 41° 32′ 33.77″ N, 2° 6′ 35.8″ E / 41.5427139°N,2.109944°E    | Vapor Pissit                                      |